# John Kennedy O'Connor
John Kennedy O'Connor (1964-) es un autor, comentarista de espectáculos y de política, basado en los EUA.
Nacido en el norte de Londres, RU, en 1964, ha escrito para numerosas publicaciones y también ha escrito, creado y producido eventos mediáticos para un número de Corporacions Internacionales alrededor del mundo. En el 2005, Carlton Books, RU, publicó su libro The Eurovision Song Contest - The Official History, ISBN 978-1-84442-586-0, en conjunto con la Unión Europea de Radiodifusión, inicialmente editado en inglés, alemán, francés, sueco, neerlandés y danés, con una edición en inglés para Australia. La versión en finés siguió en el 2007. El libro ha sido actualizado, expandido y reimpreso tres veces en el Reino Unido, la edición de 2007 due publicada por Carlton Books, RU, en abril de ese año. ISBN 978-1-84442-994-3. La primera edición del libro, publicada para celebrar el 50 aniversario del Festival de la Canción de Eurovisión en Kiev, fue listada en el Top10 de las ventas de libros en Amazon Reino Unido y Amazon Alemania en mayo del 2005, después de haber sido presentado en un inserto con los conductores Maria Efrosinina y Pavlo Shylko.
John Kennedy O'Connor ha reportado para el canal de TV del Reino Unido Sky News en vivo desde Fox News en Nueva York y ERT en Atenas para el RU, y ha sido invitado en BBC World News y BBC News 24 en televisión y en Steve Wright In The Afternoon Show en BBC Radio 2 con el presentador Steve Wright y la actriz Brooke Shields en radio. También ha contribuido con muchos programas en la BBC Radio, incluyendo BBC Radio 5 Live, The Big Toe Show en BBC Radio 7, BBC Radio Scotland, numerosas estaciones locales de BBC Radio incluyendo apariciones especiales con Judi Spiers, Richard Bacon, Paul Henley, Ted Robbins, Liz Kershaw y ha aparecido en BBC World Service y LBC Radio. Después de una aparición especial para el programa matutino de Jason Rosam en Gaydar Radio en el 2006, fue entrevistado de nuevo por la estación en un enlace en vivo desde Helsinki en 2007.
En Irlanda, fue invitado en Key 101 FM Radio con los ganadores del Eurovisión Dana y Paul Harrington, Rttlebaga de RTE1, Newstalk Radio y Radio Ulster.
En Australia, John Kennedy O'Connor se ha vuelto un contribuidor regular en el programa Perspective de ABC Radio National, presentado por el productor Sue Clark, proveyendo comentarios en Política Británica e Internacional así como en asuntos culturales. Ha aparecido en el Breakfast Show de la ABC con Fran Kelly y muchas estaciones de radio locales en Australia y participó como invitado en un especial de una hora en Triple J.
En el 2006, John Kennedy O'Connor participó en la edición del Reino Unido del periódico Newspaper con su columna "60 Seconds Interview". En el 2007, O'Connor contribuyó con insertos de vídeo en Big Story de AOL. En línea, ha sido entrevistado por ESCToday.com y Oikotimes.com acerca del Festival de la Canción de Eurovisión.
Los trabajos escritos de John Kennedy O'Connor han sido publicados en el RU en el Sunday Express, Daily Mail, Radio Times, Private Eye, Northern Woman y The News Of The World. En los EU, tiene una columna sindicada que se origina en San Francisco, primordialmente publicada en Playlands Magazine, una guía local de entretenimiento y ha sido entrevistado por The New York Times, The San Francisco Chronicle, The San Jose Mercury News, The Houston Chronicle y otros diarios americanos. Ha sido presentado en Meetings & Conventions Magazine.